# スライゴ統監
スライゴ統監（スライゴとうかん、英語: Lord Lieutenant of Sligo）は、イギリスの官職。統監の1つで、スライゴ県を担当する。1831年首席治安判事（アイルランド）法（Custos Rotulorum (Ireland) Act 1831）により、Governor職を置き換える形で設立され、スライゴ首席治安判事も兼任する。1922年に建国したアイルランド自由国では統監が任命されなくなったが、法律自体は残り、1983年制定法整理法で正式に廃止された。

## 一覧
- 1831年12月5日 – 1868年12月：フランシス・アーサー・ノックス＝ゴア（英語版）[3]
- 1868年12月18日 – 1876年12月21日：第4代準男爵サー・ロバート・ゴア＝ブース（英語版）[3]
- 1877年3月10日 – 1902年2月26日：エドワード・ヘンリー・クーパー（英語版）[3]
- 1902年5月27日 – 1922年：チャールズ・キーン・オハラ（英語版）[3]